# Payam Air
Payam Air ist eine iranische Frachtfluggesellschaft mit Sitz in Teheran und Basis auf dem Flughafen Teheran-Mehrabad. 

## Geschichte
Die Fluggesellschaft wurde im Jahr 1996 gegründet und ist zu jeweils 50 % im Besitz der Iran Telecommunications Company und der Islamic Republic of Iran Post Company. Bis Januar 2005 betrieb die Gesellschaft zwei zwischenzeitlich ausgemusterte Iljuschin Il-76.
Mit 245 Mitarbeitern im März 2007 ist Payam Air der größte Dienstleister für die iranische Post sowie kommerzielle Angebote. Sie betreibt neben dem Flugbetrieb auch den Flughafen Payam sowie ein Logistikzentrum in Karadsch, wo die iranische Post ein Drehkreuz unterhält. 

## Flugziele
Seit 1998 wurden neben Frankfurt-Hahn auch Ziele in Georgien angeflogen. Seit der Benutzung der EMB 110 können nur noch regionale Flüge im Nahen Osten bedient werden.

## Flotte

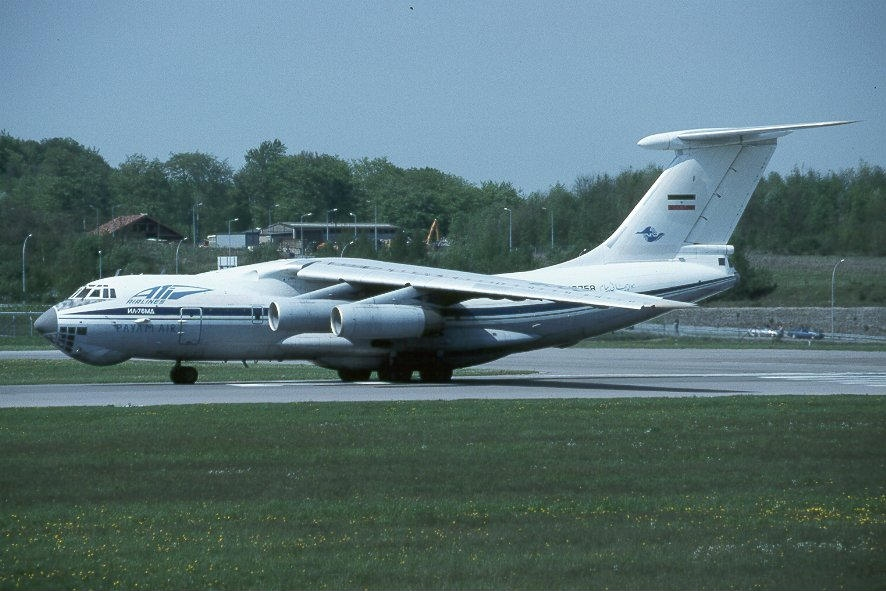
Iljuschin Il-76MD der Payam Air

Mit Stand Juni 2016 besteht die Flotte der Payam Air aus fünf Embraer EMB 110.
In der Vergangenheit betrieb Payam Air auch Antonow An-26, Boeing 727-200F, Iljuschin Il-76 und Shaanxi Y-8.